# 가나자와성

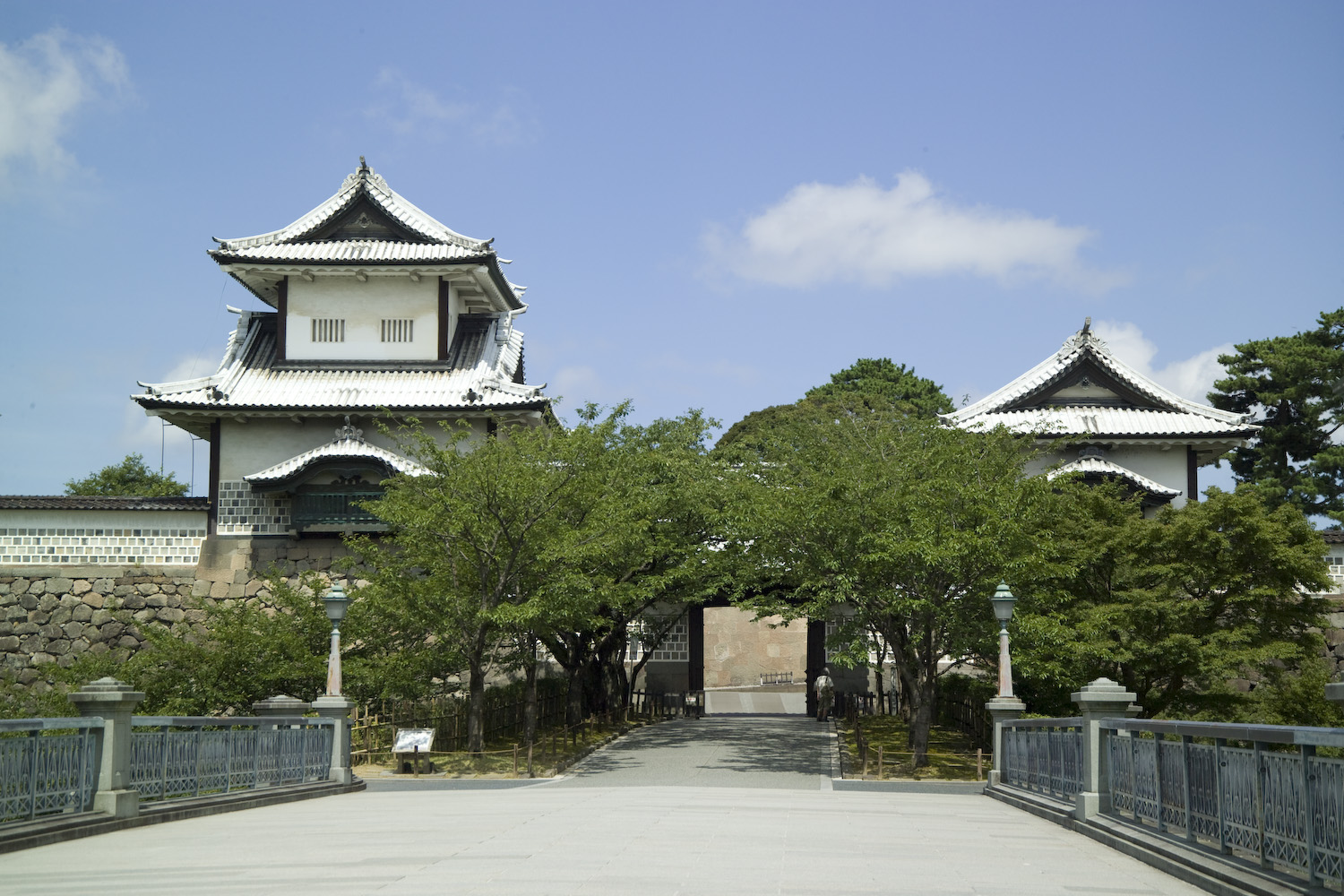
이시카와 문

가나자와성(일본어: 金沢城, かなざわじょう)은 현재 이시카와현 가나자와시 마루노우치에 있는 제곽식 평산성이다. 가나자와 번주 마에다씨의 거성이다. 가나자와 평야의 중앙을 흐르는 사이가와 강과 아사노 강을 사이에 위치해있다. 또, 겐로쿠엔은 가나자와 성의 부속 다이묘 정원으로 일본 3대정원 중 하나이다.

## 역사
- 1546년 성의 전신인 사원 오야마고보가 건립되어, 가가 잇코잇키[1]로 가가 국의 지배권을 얻은 혼간지의 거점이 되었다.
- 1580년 사쿠마 모리마사가 오야마고보를 공격해 수중에 넣었다. 그리고, 가나자와 성이라고 명명한다. 시즈가타케 전투후, 하시바 히데요시부터 가가지역을 얻은 마에다 도시이에가 1583년 6월14일에 입성하고 오야마 성이라고 명명한다.
- 1587년 바테렌 추방령[2]으로 영지를 잃은 다카야마 시데토모가 마에다 토시이에의 부름을 받아 오야마 성을 대대적으로 개수한다. 그리고, 오야마 성의 명칭도 원래 이름이었던 가나자와 성으로 불렸던 것도 이 시기라고 전해진다.
- 1592년 도시이에의 아들 마에다 도시나가가 또 다시 성을 손본다.
- 1602년 천수가 낙뢰에 의해 소실되어, 천수 대신으로 삼층 망루가 지어졌다. 또, 이 무렵 가나자와 성이라는 명칭이 정착되었다.
- 1632년 다쓰미 용수[3]를 성내로 끌어들였다.
- 1759년 호레키 대화재로 소실될 위기를 넘긴다.
- 1875년 육군 제7연대가 가나자와 성에 설치되었다.
- 1881년 화재로 이시카와 문과 산짓켄 나가야[4]와 쓰루마루 창고만 남기고 나머지는 소실되었다.
- 1898년 육군 제9사단 사령부가 가나자와 성에 설치되어 태평양 전쟁이 끝날 때까지 존속해 있었다.
- 1949년 전후 신설된 가나자와 대학의 캠퍼스로 활용되었다.
- 1995년 가나자와 대학이 성 외부로 이전되었다.
- 2001년 성터에 히시 망루, 하지즈메 문, 하시즈메몬쓰즈키 망루, 고짓켄 나가야가 복원되어 가나자와조시 공원으로 정비되었지만, 곧 가나자와조 공원(金沢城公園)으로 개명되었다.

## 구조

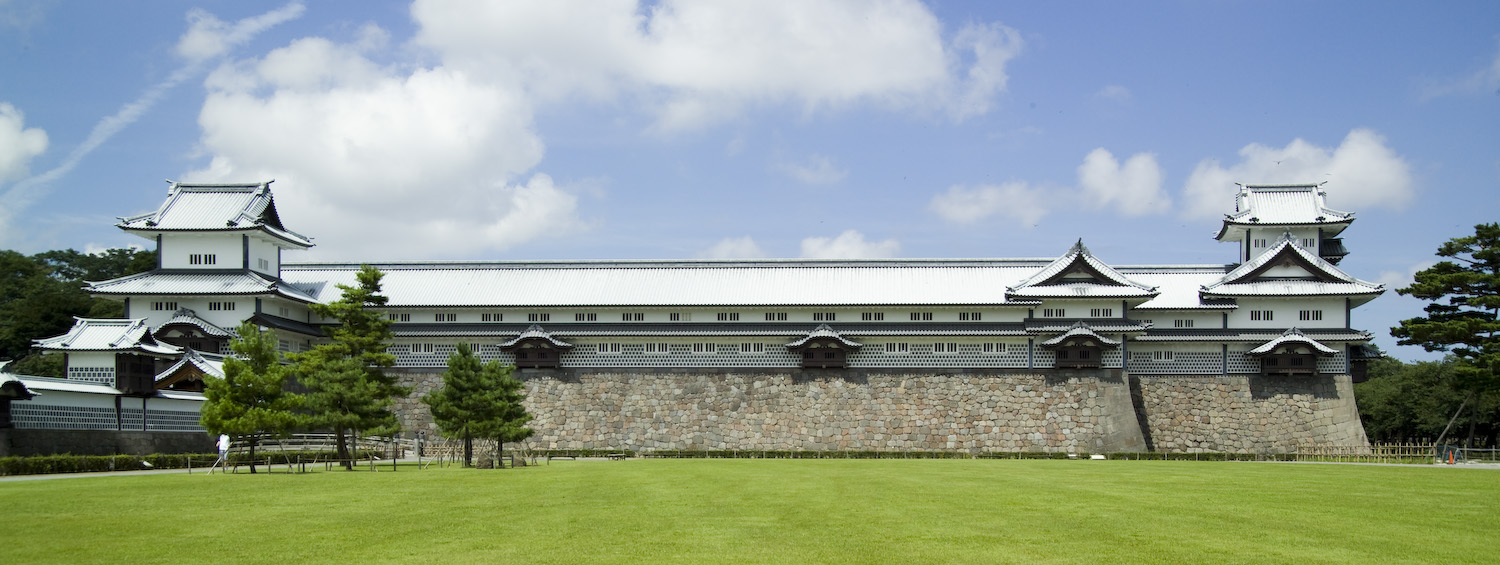
하시즈메몬쓰즈키 망루(左), 고짓켄 나가야(中), 히시 망루(右)의 전경

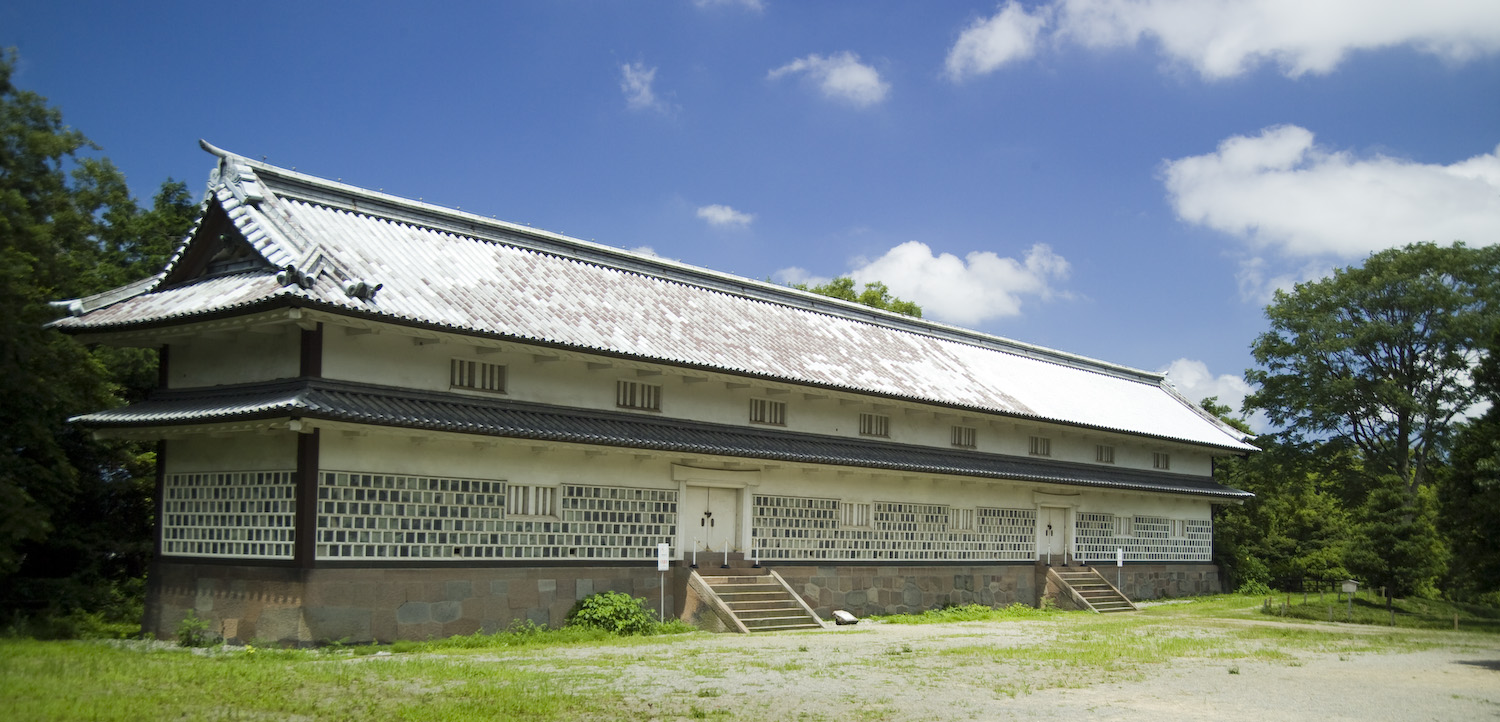
산짓켄 나가야의 전경

전형적인 평산성으로, 성의 망루를 주 건물로 많이 사용하고 있다. 또, 가벼운 기와를 사용해 겨울의 적설을 고려했다. 또, 유사시에는 총탄으로 사용할 수 있게 납을 함유한 기와를 사용했다. 혼마루, 니노마루, 산노마루가 있지만, 천수와 삼층 망루의 소실된 후로 니노마루를 번주의 거처로 삼았다. 천수는 재건되지 않았다.
그다지 견고한 성이라 말할 수 없기 때문에 유사시에 성하 마을까지 적을 맞이해 공격할 수 있도록 많은 사찰을 건립했다. 사찰중 하나로 있는 묘류지의 우물에는 가나자와 성과 통하는 길이 있다.
성 주위에는 오테 해자, 이모리 해자, 햣켄 해자, 하쿠조 해자가 존재 했었다. 현재 남아 있는 해자는 오테 해자뿐이다. 다른 세 개의 해자는 메이지 시대말기부터 다이쇼 시대에 걸쳐 메워져 도로 등으로 변해 버렸다. 현재 이모리 해자는 복원중이다.
하쿠조 해자는 보행자, 자건거 전용의 도로로 활용되어 시민의 산책로가 되었다. 햣켄 해자는 히로사카 사거리와 겐로쿠엔카 사거리를 연결하는 햐쿠만고쿠 도로의 일부가 되어 간선도로로 활용되고 있다. 이 햐쿠만고쿠 도로 위를 가로질러 가나자와 성과 겐로쿠엔을 연결하는 이시카와 다리는 당시는 햣겐 해자에 놓여 있었던 것이다.
그 밖에도, 성 안에는 내측 해자가 있고, 성 밖에는 동서 내외 도합 4개의 소마에 해자가 있었다. 소마에 해자는 후에 용수로로 많은 부분이 전용되었다.